# Dialektologie
Die Dialektologie ist ein Teilgebiet der Sprachwissenschaft, das sich mit der Erforschung von Dialekten beschäftigt. Die modernere Dialektologie wird manchmal zur Soziolinguistik bzw. Varietätenlinguistik gerechnet.

## Geschichte
Die Mundartforschung im deutschen Sprachraum setzte im 18. Jahrhundert ein. Diese frühe Beschäftigung mit den Dialekten resultierte vor allem in einer Vielzahl von Idiotika. Als erster Dialektologe im modernen Sinne gilt Johann Andreas Schmeller. Auch die Brüder Grimm, bedeutende deutsche Sprachforscher, schätzen den Wert der deutschen Dialekte hoch ein und gingen im Deutschen Wörterbuch auch auf Mundartwörter und mundartliche Varianten von Wörtern ein. Das schweizerische Pendant zum Deutschen Wörterbuch, das Schweizerische Idiotikon, entwickelte sich unter Albert Bachmann zum umfassendsten Wörterbuch einer deutschsprachigen Region. Einen zentralen Beitrag zur Dialektologie leisten überdies die Dialektwörterbücher und die Ortsgrammatiken, die den dialektalen Wortschatz bzw. die dialektale Grammatik (meist die Laut- und Formenlehre) des jeweiligen Bearbeitungsgebietes aufführen.
Georg Wenker erfasste ab 1875 als Erster systematisch mit Hilfe von Fragebögen alle Dialekte innerhalb des deutschen Sprachgebietes. Wenker, der zu den Junggrammatikern zählte, wollte mit seiner Befragung die Ausnahmslosigkeit der Lautgesetze beweisen (worin er gescheitert ist) und hierdurch zeigen, dass die Sprachwissenschaft der Naturwissenschaft ebenbürtig sei. Von 1926 bis 1956 entstand daraus der Deutsche Sprachatlas (DSA) auf der Basis von über 52.000 Fragebögen; der Deutsche Wortatlas (DWA) ist das Ergebnis von Forschungen des Wissenschaftlers Walther Mitzka. Richtungsweisend für alle modernen Sprachatlanten wurde insbesondere der von Rudolf Hotzenköcherle und Heinrich Baumgartner initiierte und von Rudolf Trüb vollendete Sprachatlas der deutschen Schweiz. Dessen Inhalt war zum einen die sprachgeographische Erschließung der Dialekte und zum andern der Einbezug der damals gängigen Forschungsrichtung „Wörter und Sachen“.
Die Mundarten bewahren einerseits ältere Sprachformen in einem größeren Maß als die Hochsprache, die einer stärkeren überregionalen Normierung unterworfen ist, zeigen aber anderseits auch Neuerungen, denen sich die Schriftsprache aus demselben Grund der Normativität verschließt. Daher zielte die ältere Dialektologie und die damit verbundene Analyse der Dialekte auch auf die Rekonstruktion von früheren Sprachformen und war auch Gegenstand der Volkskunde. Ein Zweck der im 19. Jahrhundert verfassten historischen Regionalwörterbücher wie beispielsweise desjenigen von Franz Joseph Stalder war es, anhand der Geschichtlichkeit der Mundarten aufzuzeigen, dass diese und die Schriftsprache gleichwertig seien.
Seit der Mitte des 20. Jahrhunderts, nach dem Krieg, wandte sich die Dialektologie – unter dem Einfluss der amerikanischen und englischen Ausrichtung der Disziplin – verstärkt mit modernen linguistischen Methoden der Erforschung der Dialekte in ihrem sozialen und pragmatischen Kontext zu sowie der Beschreibung von sprachlich komplexen Zuständen in städtischen Zentren und Agglomerationen. Entsprechend kann sich die aktuelle dialektologische Forschung kaum mehr nur mit den Dialekten als standardfernster Varietät beschäftigen, sondern muss den Dialekt immer auch in Bezug zu den anderen lokal gebrauchten Varietäten sowie Registern setzen. Als zentraler außersprachlicher Aspekt der Dialektologie gilt jedoch bis heute der Bezug von Sprache und geographischem Raum bzw. den Sprechern/Sprecherinnen im Raum.

## Methoden
Die Grundlage jeder dialektologischen Betätigung ist das Sammeln von Material und dessen Publikation in Wörterbüchern, Grammatiken und Monographien von Regionen und Orten sowie Tonträgern. Die Sprachgeographie verbindet als Teilgebiet der Dialektologie die Sprachwissenschaft mit der Geographie und untersucht die geographische Verbreitung sprachlicher Erscheinungsformen. Ihre Erkenntnisse werden vor allem in Sprachatlanten dargestellt und veranschaulicht. Es gibt im Wesentlichen zwei Methoden der Datenerhebung: einerseits via Interview, so z. B. nach Jules Gilliéron im Atlas linguistique de la France oder nach Labov’s sociolinguistic interview von William Labov und andererseits durch vorverfasste Fragen, so z. B. Georg Wenker im Deutschen Sprachatlas.

## Bedeutung
Die Dialektologie genießt insbesondere in den Regionen einen Status als populäre Wissenschaft, in denen Dialekte und Mundarten im gesellschaftlichen Ansehen einigermaßen hoch stehen. Namentlich in der deutschsprachigen Schweiz leistet die Dialektologie einen ansehnlichen Beitrag zur Sprachpolitik und zum intranationalen Dialog mit den anderen Sprachgruppen. In diesen Gebieten ist auch das Interesse an und der Beitrag zu dieser Wissenschaftsdisziplin, der von Laien geleistet wird, entsprechend hoch. Demgegenüber ist die Rolle der Dialektologie in Gebieten, wo die Dialekte ausgestorben sind oder in niedrigem gesellschaftlichen Ansehen stehen, auf Dokumentation und Beschreibung beschränkt.
Die Dialektologie kann auch spracherhaltende oder gar normative Funktion haben wie im Falle der Untersuchung der bündnerromanischen Idiome, aus der die Standardsprache Rumantsch Grischun hervorgegangen ist, oder der norwegischen Dialekte, worauf die Variante Nynorsk des Norwegischen gründet.

### Allgemein
- Jan Goossens: Deutsche Dialektologie. Walter de Gruyter, Berlin 1977.
- Werner Besch, Ulrich Knoop, Wolfgang Putschke, Herbert Ernst Wiegand (Hrsg.): Dialektologie. Ein Handbuch zur deutschen und allgemeinen Dialektforschung (= HSK. Band 1). 2 Halbbände. Walter de Gruyter, Berlin / New York 1982–1983.
- Heinrich Löffler: Dialektologie. Eine Einführung. Narr, Tübingen 2003.

### Germanisches Sprachgebiet
- Csaba Földes: Die deutsche Sprache und ihre Architektur. Aspekte von Vielfalt, Variabilität und Regionalität. Variationstheoretische Überlegungen. In: Studia Linguistica XXIV (= Acta Universitatis Wratislaviensis. Band 2743). Wrocław 2005, S. 37–59 (foeldes.eu PDF).
- Ferdinand Mentz: Bibliographie der deutschen Mundartenforschung für die Zeit vom Beginn des 18. Jahrhunderts bis zum Ende des Jahres 1889. Breitkopf & Härtel, Leipzig 1892 (books.google.de nur mit US-Proxy vollständig einsehbar).
- Joachim Herrgen, Jürgen Erich Schmidt (Hrsg.): Deutsch: Sprache und Raum. Ein Internationales Handbuch der Sprachvariation (= HSK. Band 30.4). De Gruyter, Berlin 2019.
- Viktor M. Schirmunski: Deutsche Mundartkunde. Vergleichende Laut- und Formenlehre der deutschen Mundarten. Aus dem Russischen übersetzt und wissenschaftlich bearbeitet von Wolfgang Fleischer. Akademie-Verlag, Berlin 1962. Neue Ausgabe unter dem Titel: Deutsche Mundartkunde. Hrsg. und kommentiert von Larissa Naiditsch. Peter Lang, Frankfurt am Main 2010. ISBN 978-3-631-59973-0.
- Schweizerisches Idiotikon. Wörterbuch der schweizerdeutschen Sprache. Huber, Frauenfeld 1881 ff. bzw. Schwabe, Basel 2015 ff. (bisher 16 Bände, 17. erscheint laufend).
- Sprachatlas der deutschen Schweiz. Begr. von Heinrich Baumgartner und Rudolf Hotzenköcherle. In Zusammenarbeit mit Konrad Lobeck und unter Mitw. von Paul Zinsli hrsg. von Rudolf Hotzenköcherle. Fortgef. und abgeschlossen von Robert Schläpfer und Rudolf Trüb. Francke, Tübingen bzw. Basel 1962–1997. 8 Bände.
- Peter Wiesinger, Elisabeth Raffin: Bibliographie zur Grammatik der deutschen Dialekte (1800 bis 1980). Lang, Bern 1982, ISBN 3-261-03200-6, ISBN 3-261-03201-4.
- Peter Wiesinger: Bibliographie zur Grammatik der deutschen Dialekte (1981 bis 1985 und Nachträge). Lang, Bern 1987, ISBN 3-261-03738-5.

### Romanisches Sprachgebiet
- Glossaire des patois de la Suisse romande (ab 1924).
- Dicziunari Rumantsch Grischun (ab 1939).
- Vocabolario dei dialetti della Svizzera italiana (ab 1952).
- Karl Jaberg, Jakob Jud: Sprach- und Sachatlas Italiens und der Südschweiz. 1928–1940, 8 Bände. (NavigAIS-web Interaktive Version)

### Kritik
- Christopher M. Hutton: Linguistics and the Third Reich: mother-tongue fascism, race and the science of language. 1. Auflage. Routledge, London 1999, ISBN 0-415-18954-3 (Routledge studies in the history of linguistics, 1).